# Nikolaus Hirschl
Nikolaus Hirschl (Viena, Austria, 20 de marzo de 1906-10 de octubre de 1991) fue un deportista austriaco especialista en lucha libre olímpica y lucha grecorromana donde llegó a ser medallista de bronce olímpico en Los Ángeles 1932.

## Carrera deportiva
En los Juegos Olímpicos de 1932 celebrados en Los Ángeles ganó la medalla de bronce en lucha libre olímpica estilo peso pesado, tras el sueco Johan Richthoff y el estadounidense Jack Riley (plata). Y también ganó la medalla de bronce en lucha grecorromana, tras el sueco Carl Westergren y el checoslovaco Josef Urban.